# د. إف. كريغتون
د. إف. كريغتون (بالإنجليزية: D. F. Creighton)‏ هو مهندس ميكانيك ومهندس معماري أمريكي، ولد في 1 مارس 1858، وتوفي في 30 نوفمبر 1936.